# سامسونج جالكسي نوت 3
سامسونج جالاكسي نوت 3 (بالإنجليزية: Samsung Galaxy Note 3)‏ هو هاتف ذكي من إلكترونيات سامسونج يعمل بنظام أندرويد، تم طرحه في الأسواق في 25 سبتمبر 2013.

## الخصائص
- نظام التشغيل: أندرويد (الإصدار 4.3)و يقبل التحديث الي (إصدار 5.0) .
- المعالج: 1.9 جيجا هرتز ثماني النواة.
- الذاكرة: 3 جيجابايت.
- التخزين: 64 جيجابايت ذاكرة وميضية.أو 32 جيجابايت
- الشاشة: بقياس 5.7 إنش وبدقة Full HD.
- البطارية: 3200 و يدعم الشحن السريع